# Gilău
Gilău (in ungherese Gyalu, in tedesco Julmarkt o Jalmarkt) è un comune della Romania di 8246 abitanti, ubicato nel distretto di Cluj, nella regione storica della Transilvania.
Il comune è formato dall'unione di 3 villaggi: Gilău, Someșu Cald, Someșu Rece.
Dal 2008 è parte integrante della Zona metropolitana di Cluj Napoca

## Storia

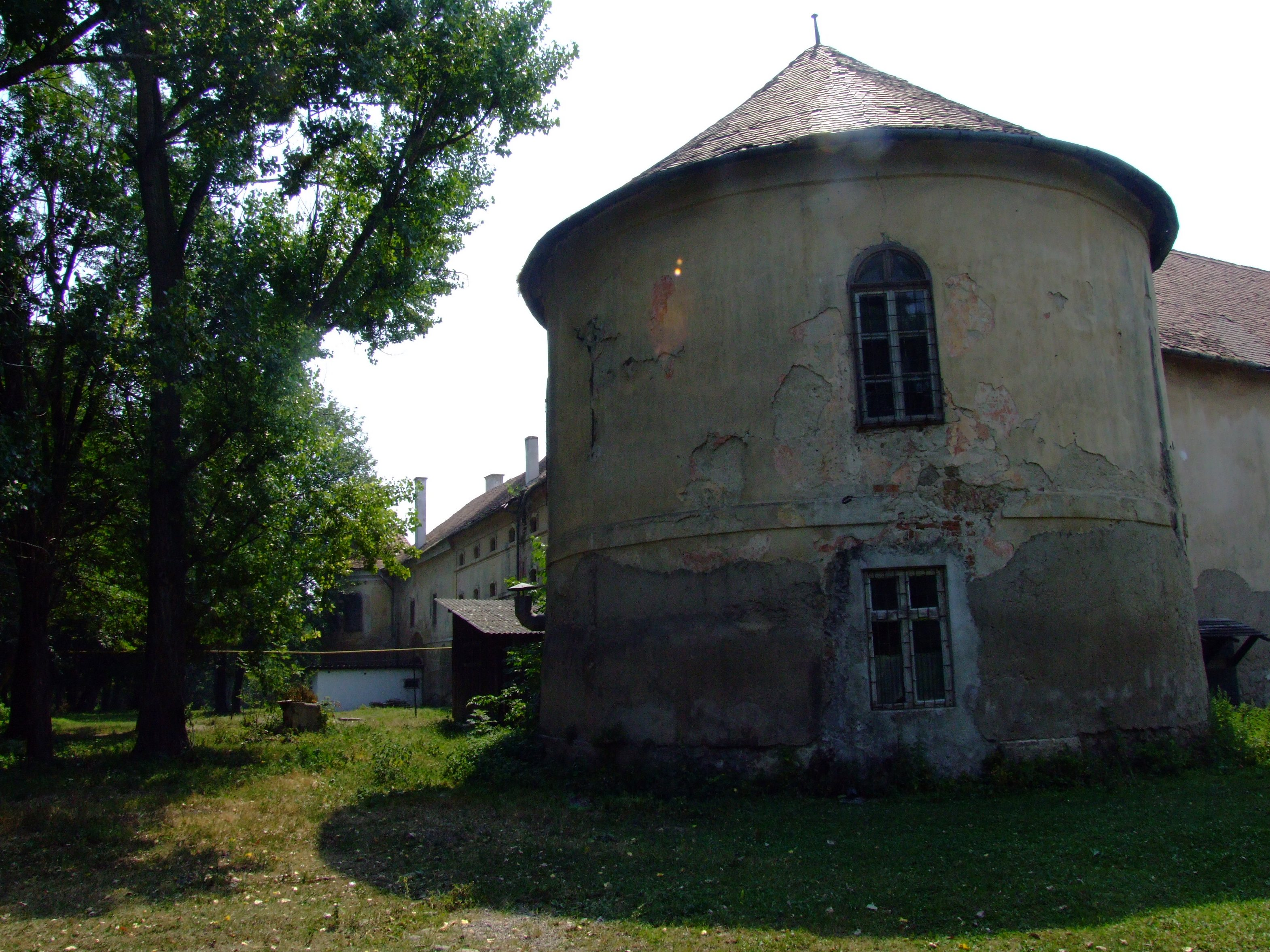
Il castello di Gilău

Il comune ha origine in epoca Romana e, nella zona meridionale del comune, sono tuttora visibili i resti di un castrum e dell'antico villaggio di Ala Siliana.
Nel 1660 venne combattuta nei pressi di Gilău una battaglia tra le truppe ottomane e quelle del principe di Transilvania Giorgio II Rákóczi, che venne sconfitto e vi trovò la morte.

## Monumenti e luoghi d'interesse
- I resti del castrum Romano
- Il Castello di Gilău
- Il Lago Tarniţa, area naturalistica e paesaggistica protetta.

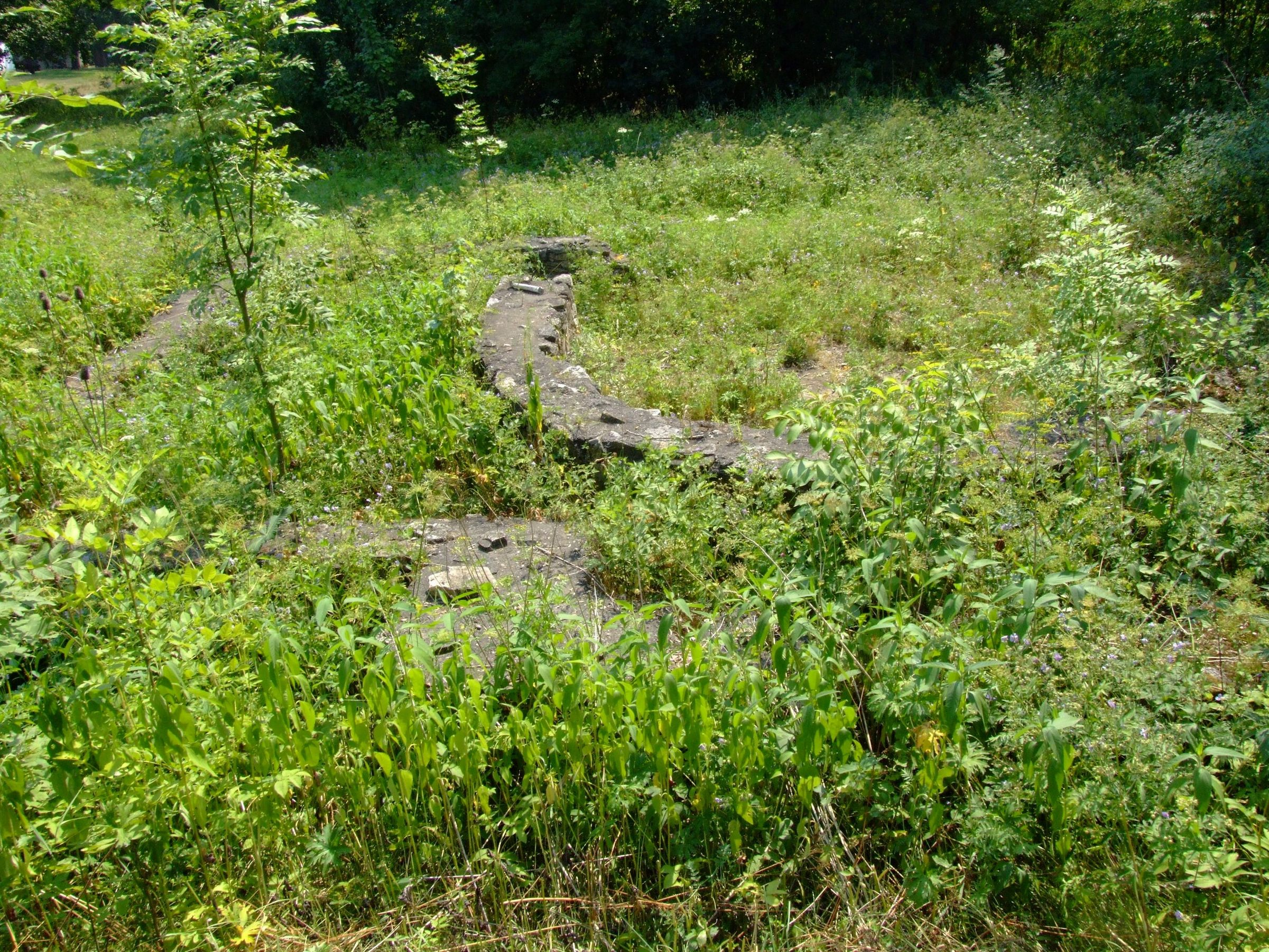
I resti del castrum
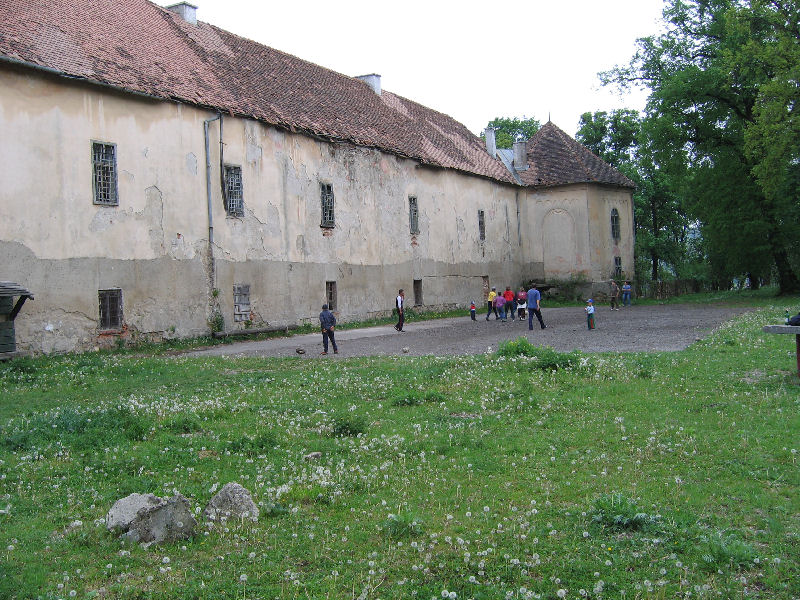
Il Castello di Gilău